# Stefan Löfven
Kjell Stefan Löfven (Hägersten, 21 de julho de 1957) é um político sueco, membro do Partido Social-Democrata, que serviu como primeiro-ministro da Suécia de 2014 a 2021. Foi líder do Partido Social-Democrata entre 2012 e 2021, tendo sido sucedido no posto por Magdalena Andersson em 4 de novembro de 2021.
Após as eleições gerais de 2014, ele foi nomeado primeiro-ministro, liderando um governo de coalizão minoritária com o Partido Verde. Ele foi confirmado para um segundo mandato em 18 de janeiro de 2019 após longas negociações após a inconclusiva eleição de 2018, com o impasse resultante sendo resolvido apenas devido à abstenção dos membros do Partido do Centro, do Partido de Esquerda e dos Liberais.
Em 22 de agosto de 2021, Löfven anunciou que se aposentaria como líder dos social-democratas no congresso do partido em novembro e renunciaria como primeiro-ministro após a eleição de seu sucessor. Em setembro de 2021, foi confirmado que a ministra das Finanças, Magdalena Andersson, seria a única candidata no congresso a substituir Löfven. Andersson foi eleita presidente do partido em 4 de novembro. Löfven renunciou oficialmente ao cargo de primeiro-ministro em 10 de novembro de 2021, com Magdalena Andersson sendo eleita como sua sucessora.

## Biografia
Stefan Löfven nasceu em Estocolmo, mas foi adoptado aos 10 meses de idade por uma família de trabalhadores humildes em Sollefteå. Aos 13 anos, funda a associação local da Juventude Social-Democrata Sueca (SSU). Depois de ter feito um curso de dois anos do ensino médio, Löfven estudou Serviço Social na Universidade de Umeå, tendo abandonado os estudos depois de um ano e meio. Em seguida fez um curso prático de soldadura de 48 semanas em Kramfors.
Depois de ter trabalhado nos correios e numa serração, Löfven esteve empregado como soldador numa empresa de fabrico de material de guerra em Örnsköldsvik entre 1979 e 1995, A partir de então, foi muito ativo no poderoso Sindicato dos Trabalhadores Metalúrgicos (IF Metall), um dos maiores sindicatos do país, e uma importante organização do movimento operário social-democrata na Suécia, tendo sido presidente no período 2006-2012.
Desde 2006, faz parte da Comissão Executiva do Partido Social-Democrata. Em 2012, foi eleito líder dos Social-Democratas, numa conferencia interna da direção do partido. Em outubro de 2014, tomou posse como Primeiro-Ministro do Governo Löfven.

### Política
O seu partido, os Sociais-Democratas, saiu vitorioso nas eleições gerais de 2014 na Suécia, conquistando 31% dos votos. Löfven anunciou então que pretendia formar uma coligação governamental com o Partido Verde, e ter uma colaboração pontual com outros partidos, tendo indicado à esquerda o Partido da Esquerda, e à direita o Partido do Centro e o Partido Liberal. Igualmente, tencionava manter alguns amplos acordos parlamentares, incluindo mesmo os partidos conservadores Partido Moderado e Partido Democrata-Cristão.
Apesar de o Governo Löfven ter sido aprovado pelo Parlamento, a proposta de Orçamento do Estado do mesmo governo foi vencida pela proposta da oposição, protagonizada pela Aliança de centro-direita e viabilizada pelo Partido dos Democratas Suecos de extrema-direita, tendo Stefan Löfven convocado novas eleições para março do ano seguinte.